# Собака Баскервілів (фільм, 1971)
«Собака Баскервілів» — радянський двосерійний телевізійний фільм (телеспектакль) режисера Антоніни Зіновьєвої, екранізація однойменної повісті Артура Конан Дойла про сищика Шерлока Холмса.

## Сюжет
Містичне прокляття, що висить над родом Баскервілів, стало причиною смерті власника маєтку Чарльза Баскервіля. Єдиним, як здається на перший погляд, спадкоємцем є Генрі Баськервіль, що проживає в Північній Америці. Приїзд молодого баронета оточений рядом забавних пригод, яким не надається належної уваги. Однак Холмс бачить в них певну логіку і наважується на складну авантюру: пропонує провести це розслідування своєму вірному помічнику доктору Вотсону. Вотсон супроводжує сера Генрі в Баськервіль-Холл.

## У ролях
- Микола Волков —  Шерлок Холмс
- Лев Круглий —  доктор Вотсон
- Олег Шкловський —  Генрі Баскервіль
- Анатолій Адоскін —  доктор Мортімер
- Олександр Кайдановський —  Степлтон
- Катерина Градова —  Беріл Степлтон
- Григорій Лямпе —  Джон Беррімор, дворецький
- Марія Овчинникова —  Еліза Беррімор, його дружина
- Валентина Смєлкова —  Лора Лайонс
- Віктор Камаєв —  Лестрейд
- Антоніо Пінто Гомес —  Картрайт
- Кирило Глазунов —  Селден
- Леонід Платонов —  начальник поштової контори

## Знімальна група
- Режисер-постановник: Антоніна Зінов'єва
- Сценарист: Ніна Герман
- Оператори: Вадим Василевський, Юрій Ісаков
- Художники-постановники: Валерій Вейцлер, І. Зеленський
- Звукорежисер: Е. Олейникова